# Edyp w Kolonie

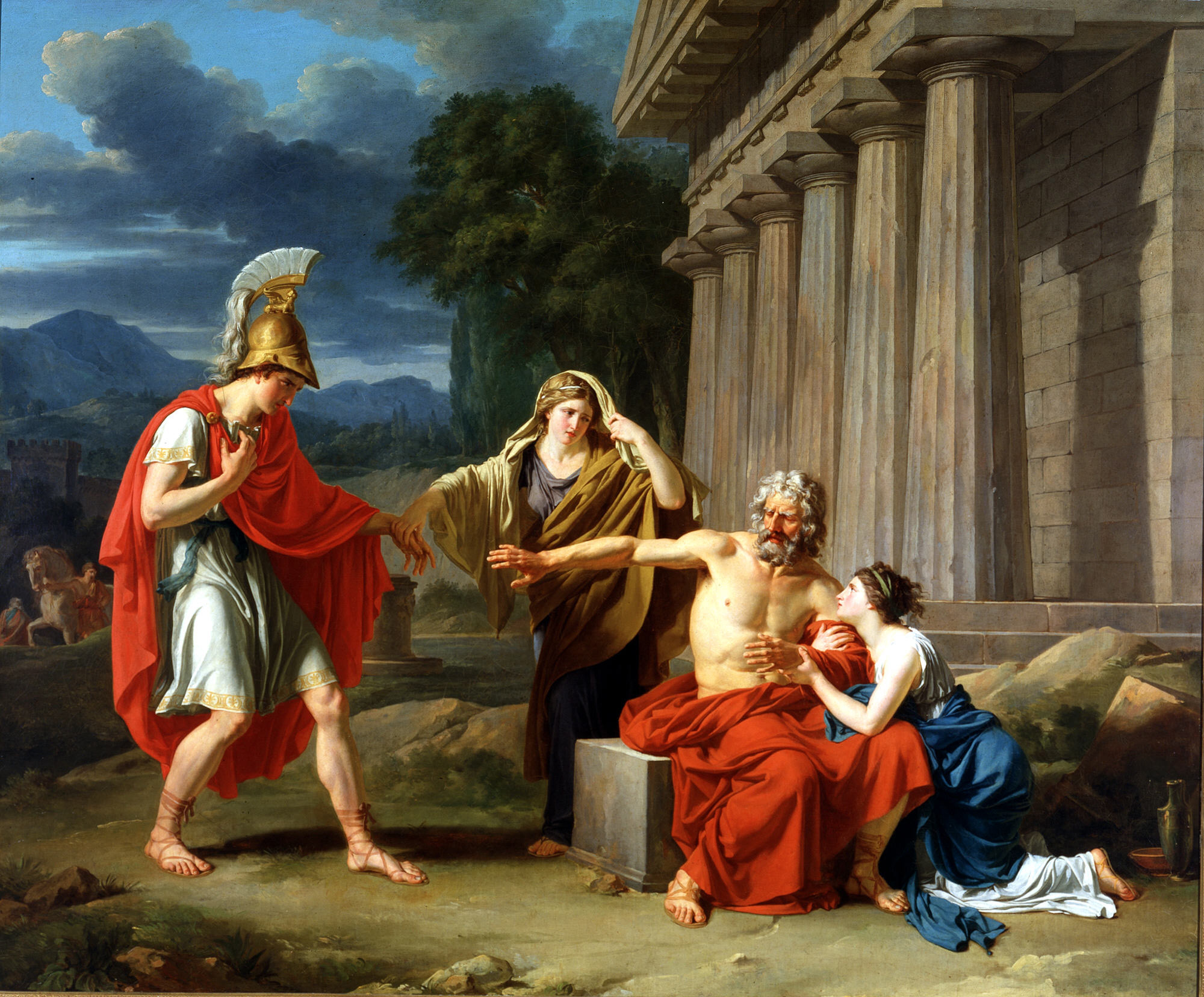
Edyp w Kolonie: XVIII-wieczny obraz Jean-Antoine-Théodore'a Girousta.

Edyp w Kolonie, Edyp w Kolonos – ostatni utwór napisany przez Sofoklesa. Jeden z trzech jego dramatów, przedstawiających tragedię Edypa; dwa pozostałe to Król Edyp i Antygona. 
Nie tworzyły one trylogii, bo w różnych czasach pojawiły się na scenie jako samodzielne sztuki. Edyp w Kolonie wystawiony został po raz pierwszy w 401 r. p.n.e., tj. już po śmierci autora.
W roku 1817 na podstawie tekstu Edypa w Kolonie, który na włoski przetłumaczył Giambattista Giusti, Gioacchino Rossini napisał muzykę teatralną na bas, chór męski i orkiestrę.